# Claudia Contell Sanchis
Claudia Contell Sanchis (València, 20 de desembre de 2003) és una jugadora de bàsquet valenciana.
Formada al planter del València Basket, va formar part de l'equip del Nou Bàsquet Paterna que va impressionar en la seua primera temporada en la Lliga femenina 2 la temporada 2020-2021. Amb disset anys va debutar amb el València Basket en un partit de l'Eurocopa. És la sisena persona i la segona dona en aparéixer al Mur dels Somnis de L’Alqueria del Bàsquet. Amb els taronja va guanyar les Supercopes d'Europa i d'Espanya del 2021. Ha sigut internacional amb la selecció espanyola en categories de formació disputant dos Campionats d'Europa sub-20 (2022, 2023) i del Món (2021). També ha competit en la modalitat de 3x3, aconseguint una medalla de plata amb la selecció espanyola al Mundial 3x3 sub-18 de 2021, celebrat a Hongria.